# Mandarina y Vaca
Mandarina y Vaca es una serie de televisión animada francesa de 78 episodios de 7 minutos cada uno, basada en la serie de cómics de Jacques Azam, Chico Mandarine, producida por el estudio Normaal y emitida entre el 8 de julio de 2007 y el 2012 en Francia 3 .
Desde el 2 de septiembre de 2012, se está transmitiendo la temporada 2 en Francia 3 en el programa Ludo y cuenta con una nueva introducción. Esta temporada fue producida entre 2010 y 2011 y consta de 78 episodios.

## Sinopsis
Mandarine & Cow presenta a una familia que no tiene nada en común: de hecho, los Mandarine tienen como mascota una hermosa vaca Charolaise que puede hablar y es adicta al jugo de naranja. La vida cotidiana nunca es aburrida en esta familia, con una madre inventora de objetos extravagantes que sueña con ganar el Premio Nobel y convierte la casa en un laboratorio de experimentos a diario, y un padre que destaca principalmente por su ausencia, pero siempre presente por teléfono. Lulu, la hermana, es una verdadera histérica que piensa que todo "es una porquería", mientras que Chico es, sin duda, el único miembro más o menos normal de esta familia donde a menudo es difícil encontrar armonía. Su frase favorita es "amigo mío".

## Ficha técnica
- Producción: Normaal
- Productor: Alexis Lavillat
- Guionista: Jean-Luc Fromental, Jacques Azam, Alexis Lavillat, Marion Montaigne
- Director: Alexis Lavillat, Pierre Volto
- Música: Laurent Bauer
- Director de animación: David Cez
- Director de producción: Antonia Martineau
- Director de maquetacióz: Dao Nguyen
- Elenco: Babette Vimenet
- Responsable de composición: Virginie Paternostre
- Supervisor de composición: Jonathan Nardi

## Distribución
- Evelyne Grandjea: Sandra - Mamá
- Bernardo Alane: vaca
- Nathalie Homs: Chico y Lulú
- Vicente Violeta: Gary - Papá
- Laurent Pasquier: República Dominicana

## Episodios

### Primera temporada (2007-2008)
| 1. La Vache qui meuh!2. À l'eau, à l'eau!3. Fort boyaux4. Cow-médie musicale5. L'Invincible code6. Alerte Rougeole7. Grosse Clonerie8. Renne d'un jour9. Mandarine & Cro10. Kara pas ok!11. Zoolywood12. Tout nouveau tout bio13. Chambre avec vache14. La Fête à meuh-meuh15. Y'a du boulot!16. Mandarine & Coach17. Paris By Vache18. Bob les Tongs19. Pizz'Attack20. Dallas21. Six pieds sur terre22. Presque invisible23. Blues de vache24. Mandarine escrocs25. Pas le temps de buller26. Bonne conduite27. Présage de glace28. Trop carton!29. On la refait!30. Heidi31. Le Silence des bovins32. Pause33. Série bébé34. Supplément éléphant35. Histoire de flou36. Étape à tatons37. La Planète des Vaches38. Frankenvache39. One Vache Show | 40. Du poil de la bête41. Rita la Rouge42. Cow & Mandarine43. 100m vache libre44. Roulez jeunesse45. Mirabelle de Mandarine46. Flic Flac Floc47. Foot 2 balle48. Un bon coup d'jus49. Chico-garou50. Orange, ô désespoir51. Deux mariages, un verre à dents52. Miss Ampli53. Cro c'est Cro!54. Peaux de vache55. Tocs en stock56. C'est du propre57. Attention !58. Blog-Party59. Pierrot le Pou60. La Boss des maths61. Souris d'enfer62. Mort aux vaches63. Comme la Lune64. Sans issue65. Que du bonus66. Comme un blanc?67. Love à faire68. Gold Singer69. En pleine campagne70. Rebelle est la bête71. 3 minutes 51 secondes chrono72. C'est un début73. Sur la paille74. Ça balance75. Mix Nobel76. Trop nuls & Cow77. Meuh-me pas vrai!78. Coup de théâtre |

### Segunda temporada (2010-2012)
| 1. Ma mère vue du ciel2. Vache à lait3. Apocalypse Cow4. Toilettes zones5. Bocal héros6. La vache est le prisonnier7. Meuh compte triple8. La Cage aux phoques9. Plafond des vaches10. Votez vache11. Robocow12. Tous en selle13. La Rentrée des vaches14. C'est l'enfer15. Père de corne16. Les Expépères17. De mal en pis18. Ibiza-les-Oies19. Guerre Noël20. El Barbak21. Poupée barbante22. Sans défense23. Paradis spatial24. Cow Star25. Le Jour le plus blond26. Un père et manque27. Un jour sans père28. Baby bouse29. Vache Is Beautiful30. Copie colle31. Yes, We Scan32. Petite mais musquée33. Opération corned vache34. Mandarine & Toons35. Achevatar36. Rêve Party37. 37 meuh le matin38. À demi-meuh39. Omar à bout | 40. Nobel de jour41. Retraite des vaches42. Mon père ce taureau43. Bas âge à niveau44. Vache 1 - Haine 145. Lady Pis46. Expo de vache47. Coté en bourse48. Rock Around the Vioque49. Les Gros Sabots50. MDR & Cow51. Vache à l'âme52. Shakespeare & Cow53. Amor vache54. La Mémoire dans la cow55. Ma vache s'appelle reviens56. Objectif lune57. Ghost in the Vieille58. Groupie de vache59. Cow-loc60. La Ruée vers l'orange61. Vacheman62. Mauvaise mine63. La vérité si je meuh64. La Voix lactée65. Top Nobel66. Jus d'orange mécanique67. Vache-L-M68. Aux grands meuh les grands remèdes69. Goujat poney70. Les Meuh pour le dire71. Silence et dors72. Personne ne bouse73. Partis en fumier74. Plus qu'imparfait75. Vache and Furious76. Prise de test77. Vache ou crève78. Un dernier pour la route |